# Sándor Gujdár
Sándor Gujdár (Szentes, 8 novembre 1951) è un ex calciatore ungherese, di ruolo portiere.

## Carriera

### Nazionale
Con l'Ungheria prese parte al campionato del mondo 1978 in Argentina.

## Palmarès

### Club

#### Competizioni nazionali
- Campionato ungherese: 1

Honved: 1979-1980

#### Competizioni internazionali
- Coppa Piano Karl Rappan: 1

Honved: 1978